# Уэнатчи (Вашингтон)
Уэнатчи (англ. Wenatchee [wɛˈnætʃiː]) —  административный центр и самый густонаселённый город округа Шелан, штат Вашингтон, США. По данным переписи населения 2020 года, население города составляло 35 508 человек.
Город был назван в честь коренного американского племени Венатчи.

## География
Уэнатчи расположен в месте слияния рек Уэнатчи и Колумбия в бассейне реки Колумбия, чуть восточнее предгорий Каскадного хребта. Орошение из реки Колумбия и её притоков позволяет вести большое сельское хозяйство в Уэнатчи и прилегающих районах.
Город Уэнатчи граничит с рекой Уэнатчи на севере, рекой Колумбия на востоке и горами Уэнатчи на юге и западе. Эти хребты и вершины образуют стену вокруг западной и южной сторон города.

## Спорт
В городе базируется юниорская команда Западной хоккейной лиги «Уэнатчи Уайлд». Также есть команда по американскому футболу в закрытых помещениях «Уэнатчи Вэлли Скайхокс», футбольная команда «Уэнатчи Олл Старз ФК» и бейсбольная команда «Уэнатчи ЭплСокс».

## Города-побратимы
У Уэнатчи есть четыре города-побратима:
- Куроиси, Япония
- Мисава, Япония[4]
- Тында, Россия
- Наджу, Южная Корея